# Włodzimierz Zabawski
Włodzimierz Zabawski (ur. 28 marca 1929) – pułkownik SB, funkcjonariusz służb specjalnych PRL.
Syn Włodzimierza i Józefy.  w MBP od 18 września 1950. Służba w Biurze Szyfrów KdsBP i Biurze A MSW. 
Zastępca dyrektora od 10 lutego 1975, a od 01 grudnia 1978 dyrektor Biura Radiokontrwywiadu (RKW) MSW do 16 października 1989. Na emeryturze od lutego 1990.
Brał udział we wdrażaniu do produkcji i użytku polskich urządzeń szyfrujących TgS-1 Dudek. 